# Francis Xavier Schmalzgrueber
Francisco Xavier Schmalzgrueber S. J.  (Griesbach, Baviera, 9 de outubro de 1663 — Dillingen an der Donau, 7 de novembro de 1735) foi um sacerdote católico alemão, jesuíta e canonista. 
Ingressou na Sociedade de Jesus em 1679, realizou os seus estudos em Ingolstadt, onde obteve o doutorado em teologia e direito canônico. Ensinou humanidades em Munique, Dillingen e Neuburgo; filosofia em Mindelheim, Augsburgo, e Ingolstadt; dogmática e teologia em Innsbruck e Lucerna. De 1703 a 1716 (salvo a interrupção por dois anos quando ocupou a cadeira de teologia moral) foi professor de direito canônico, revezando entre Dillingen e Ingolstadt. Por duas vezes foi Chanceler da Universidade de Dillingen; por dois anos foi censor de obras para os jesuítas em Roma, e durante algum tempo foi prefeito de estudos em Munique.

## Obras
Sua principal obra foi Jus Ecclesiasticum Universum, primeiro publicada em Ingolstadt em 1817, à qual se seguiram várias edições, a última apareceu em Roma (1843-5) em doze volumes volumes. Um compêndio deste trabalho foi intitulado Succincta sacrorum canonum doctrina; outro, Compendium juris ecclesiastici; ambos foram publicados em Augsburg em 1747. O trabalho de Grandclaude (Paris, 1882-3) é praticamente um compêndio de Schmalzgrueber. 
Outros escritos foram: Judicium ecclesiasticum, Clerus saecularis et regularis, Sponsalia et matrimonia, Crimen fori ecclesiastici, Consilia seu responsa Juris; todos publicados em Augsburgo entre 1712 e 1722.